# جاکومو دبندتی
جاکومو دِبندتی (ایتالیایی: Giacomo Debenedetti؛ ‏ ۲۵ ژوئن ۱۹۰۱ – ۲۰ ژانویهٔ ۱۹۶۷) نویسنده، فیلم‌نامه‌نویس، منتقد ادبی، مترجم و روزنامه‌نگار اهل ایتالیا بود.
از فیلم‌هایی که وی در آن‌ها نقش داشته‌است، می‌توان به آخرین رقص، خداحافظ جوانی، شهبانوی ناوارا، عشق‌های حزن‌انگیز و هارلم اشاره نمود.